# Elliott Cresson
Elliott Cresson (Filadelfia, 2 marzo 1796 – Filadelfia, 20 febbraio 1854) è stato un filantropo statunitense che finanziò numerose cause dopo una breve carriera di mercante.
Istituì la Elliott Cresson Medal del Franklin Institute, nel 1848, ed aiutò a fondare e a dirigere la Philadelphia School of Design for Women, oggi Moore College of Art and Design. Cresson fu membro della Società degli Amici (Quaccheri) e un grande sostenitore del ramo di Filadelfia dell'American Colonization Society, un'organizzazione che lottò contro la schiavitù per riportare gli ex schiavi e liberi afro-americani in Liberia. Cresson venne chiamato "il più bellicoso componente della Società degli Amici mai esistito".

## Biografia
Nacque a Filadelfia, in Pennsylvania, primogenito di John Elliott Cresson e Mary Warder Cresson. Rappresentava la settima generazione di Cressons nata negli Stati Uniti d'America. John Elliott Cresson morì nel 1814, ed Elliott Cresson continuò a risiedere, non sposato, al 730 Sansom Street con sua madre fino alla sua morte.
Nel 1818, suo zio Caleb Cresson, gli passò il controllo delle attività commerciali che aveva costruito nella sua vita. Nel 1824, Cresson lasciò gli affari per perseguire i suoi scopi filantropici.

## Liberia
Cresson aveva in mente l'idea di spostare gli schiavi liberati e i cittadini afro-americani in Africa, un'idea condivisa, per alcuni anni alla fine degli anni 1820, con l'abolizionista William Lloyd Garrison di Boston. Cresson riteneva che gli ex schiavi, circondati com'erano da persone bianche di maggiori mezzi, avrebbero incontrato troppe difficoltà per portarsi alla pari con loro. La sua convinzione era che nuove circostanze, tra cui una cultura prevalentemente nera, avrebbe apportato un cambiamento benefico agli ex schiavi. Cresson aderì all'organizzazione di Filadelfia nota come Young Men's Colonization Society, un ramo dell'American Colonization Society, e presto divenne il suo più forte e attivo membro. Ad iniziare dal 1830, Cresson vide, nell'organizzazione nazionale delle finanze, una mancanza di responsabilità e debiti in aumento, e li mise in guardia contro tale follia fiscale.
Nel 1832–1833, Cresson si recò in Inghilterra e Liberia per promuovere la causa. Chiese un maggiore sforzo ai soci di Filadelfia e agli ausiliari di New York per agire in modo più indipendente. Il gruppo di Filadelfia, fondò Port Cresson (oggi Buchanan) con l'intento che i coloni neri appena arrivati avrebbero controllato il fiume San Giovanni e quindi fermato il flusso di circa 1.200 schiavi al mese. Cresson si recò in Liberia ai primi del 1833 per aiutare a fondare la colonia, inviato sulla sua strada da una poesia di Lydia Sigourney che finisce con: 
Among her jewels rare;—

Her talisman is round thee,

Her tearful, grateful prayer.

Go forth—God's peace possessing!

To all mankind a friend;—

Full be thy cup of blessing,

Where'er thy wanderings tend!»
fra i suoi gioielli rari;—

Il suo talismano è attorno a te,

Le sue lacrime, le grate preghiere.

Vai avanti-che tu possegga la pace di Dio!

A tutta l'umanità amico;—

Completo sia il tuo calice di benedizioni,

Dove le tue peregrinazioni tendono!»
(Lydia Sigourney)
Nel 1833, Garrison denunciò gli sforzi dell'American Colonization Society, dicendo che erano solo un perpetuarsi della schiavitù. Cresson operò per arrestare i danni causati dall'inversione di Garrison, e gli scrisse direttamente in due occasioni. Nonostante i suoi sforzi, Cresson venne parzialmente incolpato per il ritiro di alcuni ausiliari degli Stati meridionali dall'organizzazione nazionale.
La colonia di Port Cresson venne attaccata, nel 1835, dalle tribù Bassa che erano state aizzate dai commercianti di schiavi spagnoli. Tutti gli edifici vennero distrutti, 20 dei 126 coloni uccisi, e i restanti fuggirono nella vicina colonia di Edina. Un mese dopo, una nuova colonia venne fondata a Bassa Cove.
Con gli sforzi di Cresson e del suo omologo di New York, l'American Colonization Society realizzò una riorganizzazione, con la responsabilità fiscale come primo dei cambiamenti. Cresson viaggiò per il Sud alla fine del 1830 per promuovere la colonizzazione della Liberia, e scrisse nel 1840 che l'intera regione, in particolare il Kentucky, sembrava pronto a inviare i suoi schiavi in Liberia. L'emancipazione degli schiavi era vista come totalmente subordinata alla loro uscita dagli Stati Uniti. Gli schiavisti chiedevano una compensazione per la perdita dei lavoratori.

## Franklin Institute

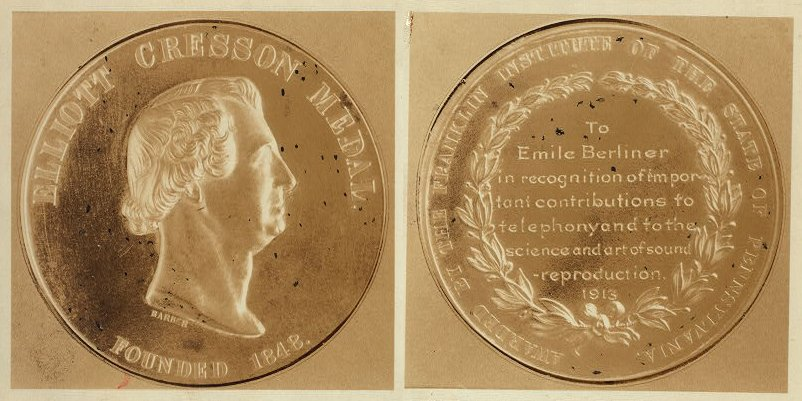
La Elliott Cresson Medal conferita a Emile Berliner, nel 1913, e conservata alla Library of Congress

Nel tardo 1824, Cresson venne nominato ed eletto al Franklin Institute, divenendo membro a vita. Nel 1846, annunciò la sua intenzione di creare un Medal fund. Nel 1848, Cresson diede 1000 $ per creare la Elliott Cresson Medal, una medaglia d'oro da assegnare "per qualche scoperta nelle arti e nelle scienze, o per l'invenzione o il miglioramento di qualche macchina utile, o per qualche nuovo processo o combinazione nella fabbrica di materiali, o per abilità ingegno o  perfezione nella lavorazione." La medaglia venne assegnata per la prima volta nel 1875, a sei aziende o persone.
Le medaglie d'argento vennero proposte da Cresson nel 1850, da assegnare nel 1851 ai più grandi produttori delle colonie della Pennsylvania in Liberia, che producevano caffè, zucchero, olio di palma e cotone. Il Franklin Institute adottò il premio, ma nessuna medaglia venne assegnata.

## Women's college
Nel 1850, Sarah Worthington King Peter scrisse al Franklin Institute circa la sua classe di disegno costituita da 20 giovani donne che divenne "cooperativa, ma ramo separato" dell'Institute. Il Franklin Institute fondò e supervisionò la Philadelphia School of Design for Women dal 1850 al 1853. Un gruppo di 17 uomini vennero designati come fondatori della scuola nel 1853. Cresson era tra questi e fu eletto presidente alla prima riunione. L'opera appassionata di Cresson a nome della scuola finì presto a causa della sua morte. La scuola fiorì ed è stata ribattezzata Moore College of Art and Design nel 1989.

## Altri interessi
Cresson scrisse a James Madison, nel 1829, chiedendogli un favore. L'ex presidente, all'età di 79 anni e l'ultimo dei padri fondatori, rispose di rispettare la richiesta di un "campione della mia scrittura" aggiungendo un autografo di George Washington e Thomas Jefferson.
Cresson sottoscrisse per l'Athenaeum of Philadelphia, una speciale collezione libraria e acquistò azioni della Pennsylvania Academy of the Fine Arts. Cresson lasciò in eredità alla città di Filadelfia un fondo fiduciario destinato alla semina e rinnovo dell'albero d'ombra, "escludendo spazzatura straniera come il pioppo della Lombardia, Ailanthus, carta di gelso ed esotici simili."

## Eredità
Cresson morì di gangrena all'età di 58 anni a Filadelfia. Venne tumulato al The Woodlands Cemetery di Filadelfia. La città di Cresson prese il nome in suo onore.
Cresson lasciò per testamento 500 $ all'artista Thomas Sully; Sully aveva dipinto due ritratti di Cresson, uno nel 1824 e un altro nel 1849. Sully dipinse una copia di quello del 1849 un anno dopo la morte di Cresson. Altri beneficiari del testamento di Cresson furono William Bacon Stevens, rettore della St. Andrew's Church di Filadelfia e l'ex storico di stato della Georgia. Altri legati contenuti nel testamento di Cresson furono destinati ai figli della sorella Sara, e all'Athenaeum of Philadelphia.
Il Franklin Institute continuò ad assegnare le Elliott Cresson Medal, note anche come Elliott Cresson Gold Medal, fino al 1998 quando riorganizzò tutti i premi sotto il The Benjamin Franklin Medals. Un totale di 268 persone o aziende ricevettero il premio durante la sua esistenza.